# Synopeas inquilinum
Synopeas inquilinum är en stekelart som beskrevs av Jean-Jacques Kieffer 1904. Synopeas inquilinum ingår i släktet Synopeas och familjen gallmyggesteklar. Inga underarter finns listade i Catalogue of Life.